# マージョリーの告白
『マージョリーの告白』（Sibling Rivalry）は、1990年のアメリカ映画。艶笑劇。

## あらすじ
欲求不満の主婦が、素敵な老紳士に出会い、行きずりのセックスをする。あまりにハッスルしすぎて「ロックンロール!」などと叫んだとたんに、老紳士は天寿を全うしてしまう。

## キャスト
※括弧内は日本語吹替
- マージョリー・ターナー - カースティ・アレイ（高畑淳子）
- ハリー・ターナー - スコット・バクラ（原康義）
- ジャニーン - ジェイミー・ガーツ（水谷優子）
- ニコラス・ミーニー - ビル・プルマン（安原義人）
- ウィルバー・ミーニー - エド・オニール（簗正昭）
- アイリス・ハンター - キャリー・フィッシャー（火野カチ子）
- ケイシー・ハンター - マシュー・ローレンス（小島敏彦）
- チャールズ・ターナー・ジュニア - サム・エリオット（堀勝之祐）
- チャールズ・ターナー・シニア - ジョン・ランドルフ
- ローズ・ターナー - フランシス・スターンハーゲン
- パット - ビル・メイシー（北村弘一）
- プロットナー医師 - ポール・ベネディクト

## スタッフ
- 監督：カール・ライナー

## 備考
エンディング曲に、シンシア・ワイルとバリー・マン共作の「ジャスト・ア・リトル・ラヴィン（アーリー・イン・ザ・モーニング）」が使用されている。